# Сигізмунд фон Нейком
Сигізмунд фон Нойком (іноді також Нейком, нім. Sigismund von Neukomm; 10 липня 1778 — 3 квітня 1858) — австрійський композитор, піаніст, музичний критик, диригент. Один з найкращих органістів свого часу. Використовував у своїй композиторській творчості український музичний матеріал. 

## Біографія
Народився 10 липня 1778 року в Зальцбурзі. Музики навчався в Відні під проводом Міхаеля і Йозефа Гайднов, вчився гри на органі у Ф. К. Вейссауера. У 14 років працював органістом в Зальцбурзі. З 1806 року був концертмейстером. Був близьким другом Йозефа Гайдна.
Багато подорожував, в 1804-1808 роках жив у Російській імперії, був капельмейстером Німецького театру в Санкт-Петербурзі, де очевидно заприязнився з українськими шляхетськими колами, що відобразилося у його творчості — він створив струнний квартет для кларнета з використанням відомої мелодії пісні Семена Климовського «Їхав козак за Дунай». 
Навесні 1805 року жив у Москві у Шейнсберга, тоді як співак Мускеті клопотав про пристрій його капельмейстером в приватні оркестри Н. А. Дурасова або В. А. Всеволожського. У 1806 році вирушив до Стокгольма, де отримав звання члена Академії. У 1808 році повернувся до Відня, в 1810 році за порадою Гете, який йому придемонстрував, переїхав у Париж, де став піаністом у Шарля Моріса де Талейрана, якого супроводжував у Відень. Написав реквієм в пам'ять Людовика XVI. Отримав від Людовика XVIII патент на дворянство. У 1816—1821 роках перебував у Ріо-де-Жанейро з дипломатичною місією герцога Люксембурзького і був придворним капельмейстером короля Бразилії Педру I. Саме там фон Нейком впритул зайнявся реконструкцією реквієму Моцарта на основі автографів композитора і були у нього начерків Зюссмайєра і Ейблера.
Після португальської революції 1820 року Нейком поїхав до Лісабон, знову вступив на службу до Талейрана і побував у Італії (1826), Бельгії і Голландії (1827), Англії (1830) Італії (1833), Алжирі (1834). У Парижі був музичним критиком журналу «Revue et Gazette musicale de Paris».
Нейком був різнобічною людиною, спілкувався з такими музикантами, як П'єр Монсіньї, Франсуа-Жозеф Госсек, Андре Гретрі, Луїджі Керубіні, Фелікс Мендельсон, сам придбав популярність.
Коротка автобіографія Нейкома («Esquisse biographique de Sigizmund Neukomm») була вперше опублікована в 1858-1859 роках.
Помер 3 квітня 1858 року в Парижі.

## Творчість
Нейком був епігоном віденської класичної школи з помірними рисами романтизм. Написав понад 1000 творів, у тому числі: 10 опер, 9 ораторій, 15 мес, 5 духовних кантат, 7 фантазій для оркестру, 1 симфонію, 5 увертюр, 20 камерних ансамблів, 57 органних п'єс, 200 пісень і дуетів німецькою, французькою, італійською, англійською та російською мовами, 34 псалма для одного голосу і 30 псалмів для декількох голосів, для фортепіано: концерт, 10 сонат і каприсів, 9 варіаційних п'єс, фантазії, хори к «Фауста» Гете. Твори Нейкома виявилися недовговічними.
Збереглася ораторія Йозефа Гайдна «повернення Товія» в його редакції. Також реконструював реквієму Моцарта на основі автографів композитора і були у нього начерків Зюссмайєра і Ейблера. При роботі фон Нейком не мав багатьох частин моцартівського оригіналу, які були знайдені лише в 1838 році. Він дбайливо зберіг частини і теми, які не були як слід розроблені і згодом відкинуті Зюссмайєром, а можливо, і самим Моцартом, створивши оригінальну оркестровку твору, яка відповідала вимогам того часу.